# Egon Wellesz
Egon Joseph Wellesz (Vienna, 21 ottobre 1885 – Oxford, 9 novembre 1974) è stato un musicologo, compositore e insegnante austriaco, allievo prediletto di Arnold Schönberg e un autorevole studioso di musica bizantina.

## Biografia
Wellesz studiò musica sotto la guida di Arnold Schönberg (composizione) e di Guido Adler (musicologia), che fondò un importante istituto a Vienna e lavorò anche come editore.
Si laureò, nel 1910, in filosofia, con una dissertazione su Giuseppe Bonno.
Tre anni dopo assunse il ruolo di insegnante di storia della musica all'Università viennese.
Si trasferì in Inghilterra ai tempi del regime nazista.
Per le sue ricerche storiche e artistiche riguardanti la musica bizantina, ricevette onorificenze e riconoscimenti, come il dottorato onorario da parte dell'Università di Oxford nel 1932. Proprio in questa prestigiosa università, proseguì la sua carriera di insegnante.
Fu un compositore prolifico, dato che raggiunse il numero considerevole di 112 lavori musicali, suddivisi tra musica per concerto, musica da camera (4 quartetti per archi, sonate), musica per pianoforte (op.4, 6, 9, 10, 11, 17), canzoni, lavori per coro, opere (Prinzessin Girnara, Alkestis) e nove splendide sinfonie.
Tra le sue pubblicazioni, si ricordano: Renaissance und Barocl; Cavalli und der Stil der venetianische Oper 1640-60; Aufgaben und Probleme der oriental Kirchenmusik; Byzantinische Musik; A History of Byzantine Music

## Opere principali

### Opere teatrali
- Das Wunder der Diana, op. 18 (1914–1917), balletto tratto da Béla Balázs
- Die Prinzessin Girnara, op. 27 (1919–1920), libretto di Jakob Wassermann
- Persisches Ballett, op. 30 (1920), balletto tratto da Ellen Tels
- Achilles auf Skyros, op. 33 (1921), balletto tratto da Hugo von Hofmannsthal
- Alkestis, op. 35 (1924), libretto di Hugo von Hofmannsthal tratto da Euripide
- Die Nächtlichen: Tanzsinfonien, op. 37 (1924), balletto tratto da Max Terpis
- Die Opferung des Gefangenen, op. 40 (1924–1925), dramma tratto da Eduard Stucken
- Scherz, List und Rache, op. 41 (1927), libretto tratto da Johann Wolfgang von Goethe
- Die Bakchantinnen, op. 44 (1931), libretto tratto da Euripide, opera in 2 atti
- Hymne der Agave Die Bakchantinnen, op. 44, concerto edizione di Wellesz
- Incognita, op. 69 (1950), libretto di Elizabeth MacKenzie e William Congreve

### Musica corale
- Drei gemischte Chöre, op.43 (1930), testo di Angelus Silesius
- Fünf kleine Männerchöre, op. 46 (1932) da "Frankish Koran" di Ludwig Derleth
- Drei geistliche Chöre, op. 47 (1932) per coro maschile tratto dalle poesie "Mitte des Lebens" di Rudolf Alexander Schröder
- Zwei Gesänge, op. 48 (1932) tratto dalle poesie "Mitte des Lebens" di Rudolf Alexander Schröder
- Messa in fa minore, op. 51 (1934)
- Quant'è bella Giovinezza , op. 59 (1937), per coro femminile
- Carol, op. 62a (1944) per coro femminile
- Proprium Missae,  Laetare , op. 71 (1953) per coro e organo
- Kleine Messe in Sol maggiore, op. 80a (1958) per tre voci simili a cappella
- Alleluia, op. 80b (1958) per soprano o assolo di tenore
- Laus Nocturna, op. 88 (1962)
- Missa brevis, op. 89 (1963) per coro
- To Sleep, op. 94 (1965) per coro
- Festliches Präludium, op. 100 (1966) su un magnificat di Byzantinium per coro e organo

### Musica per orchestra
- Heldensang, op. 2 (1905), prologo sinfonico per grande orchestra
- Vorfrühling, op. 12 (1912), per orchestra
- Suite, op. 16 (1913), per orchestra
- Mitte des Lebens, op. 45 (1931-32), cantata per soprano, coro e orchestra
- Concerto per pianoforte, op. 49 (1933)
- Amor Timido, op. 50 (1933), aria per soprano e piccola orchestra, testo di Pietro Metastasio
- Prosperos Beschwörungen, op. 53 (1934-36), cinque opere sinfoniche per orchestra tratte da The Tempest di William Shakespeare
- Lied der Welt, op. 54 (1936-38), per soprano e orchestra, testo di Hugo von Hofmannsthal
- Leben, Traum und Tod, op. 55 (1936-37), per contralto e orchestra, testo di Hugo von Hofmannsthal
- Schönbüheler Messe C-dur, op. 58 (1937), per coro, orchestra e organo
- Sinfonia n. 1, op. 62 (1945)
- Sinfonia n. 2, op. 65 (1947-48), "L'inglese"
- Sinfonia n. 3, op. 68 (1949-51)
- Sinfonia n. 4, op. 70 (1951-53), "Austriaca"
- Sinfonia n. 5, op. 75 (1955-56)
- Concerto per violino, op. 84 (1961), dedicato al violinista Eduard Melkus, registrato da David Frühwirth nel 2010 su CD
- Four Songs of Return, op. 85 (1961), per soprano e orchestra da camera, su testi di Elizabeth Mackenzie
- Duineser Elegie, op. 90 (1963) per soprano, coro e orchestra tratto da Rainer Maria Rilke
- Ode an die Musik, op. 92 (1965) per baritono o alto e orchestra da camera, testo di Pindaro, in adattamento libero di opere di Friedrich Hölderlin
- Sinfonia n. 6, op. 95 (1965)
- Vision per soprano e orchestra, op. 99 (1966), testo di Georg Trakl
- Mirabile Mysterium, op. 101 (1967) per solista, coro e orchestre
- Sinfonia n. 7, op. 102 (1967-68), "Contra torrentem"
- Canticum Sapientiae, op. 104 (1968) per baritono, coro e orchestra tratto dai testi dell'Antico Testamento
- Divertimento, op. 107 (1969), per piccola orchestra
- Symphonic Epilogue, op. 108 (1969)
- Sinfonia n. 8, op. 110 (1970)
- Sinfonia n. 9, op. 111 (1970-71)

### Musica da camera
- Quartetto d'archi n. 1, op. 14 (1912)
- Quartetto d'archi n. 2, op. 20 (1915-16)
- Geistliches Lied , op. 23 (1918-19) per voce, violino, viola e pianoforte
- Quartetto d'archi n. 3, op. 25 (1918)
- Quartetto d'archi n. 4, op. 28 (1920)
- Sonata per violoncello solo, op. 31 (1920)
- Zwei Stücke, per clarinetto e pianoforte, op. 34 (1922)
- Sonata per violino solo, op. 36 (1923)
- Suite per violino e orchestra da camera, op. 38 (1924)
- Sonetto di Elizabeth Barrett-Browning, per soprano e quartetto d'archi o ensemble di archi di grandi dimensioni, op. 52 (1934)
- Suite per violoncello solo, op. 39 (1924)
- Suite per violino e pianoforte, op. 56 (1937/1957)
- Suite per flauto solo, op. 57 (1937)
- Quartetto per archi n. 5, op. 60 (1943)
- The Leaden Echo e the Golden Echo , cantata per soprano, clarinetto, violoncello, piano, op. 61 (1944), testo di Gerard Manley Hopkins
- Quartetto d'archi n. 6, op. 64 (1946)
- Quartetto d'archi n. 7, op. 66 (1948)
- Ottetto, op. 67 (1948-49) per clarinetto, fagotto, corno, due violini, viola, violoncello e contrabbasso
- Sonata per violino solo, op. 72 (1953/59)
- Suite, op. 73 (1954) per flauto, oboe, clarinetto, corno e fagotto
- Suite per clarinetto solo, op. 74 (1956)
- Suite per oboe solista, op. 76 (1956)
- Suite per fagotto solista, op. 77 (1957)
- Fanfare, per corno singolo, op. 78 (1957)
- Quintetto, op. 81 (1959) per clarinetto, 2 violini, viola e violoncello
- Trio di archi, op. 86 (1962)
- Rapsodia per viola solo, op. 87 (1962)
- Musik, per orchestra d'archi in un solo movimento, op. 91 (1964)
- Fünf Miniaturen, per violini e pianoforte, op. 93 (1965)
- Partita in onore di Johann Sebastian Bach, op. 96 (1965) per organo
- Four Pieces, per quartetto d'archi, op. 103 (1968)
- Four Pieces, per trio d'archi, op. 105 (1969, seconda versione 1971)
- Four Pieces, per quintetto d'archi, op. 109 (1970)
- Preludio per viola solo, op. 112 (1971)